# Czesław Gała
Czesław Gała (ur. 30 maja 1923 w Gostyniu, zm. 11 września 1991 w Oleśnicy) – polski malarz, rysownik, rzemieślnik artystyczny.

## Życiorys
Przed wybuchem wojny w 1939 roku ukończył 7-klasową szkołę podstawową i 2 klasy gimnazjum. Wiosną w 1940 roku został wywieziony na przymusowe roboty do Niemiec. Po wojnie w 1947 wrócił do kraju. Wykształcenie średnie uzupełnił w Liceum im. St. Batorego w Warszawie.
W latach 1947-53 odbył studia na wydziale malarstwa na Akademii Sztuk Pięknych w Warszawie pod kierunkiem profesorów Kowarskiego, Rafałowskiego i Byliny. W 1953 roku uzyskał dyplom w pracowni prof. M. Byliny. Na wystawach studenckich został wyróżniony i nagrodzony.
Do roku 1955 brał udział we wszystkich większych wystawach w warszawskiej Zachęcie. W tym czasie wykonuje: „Getto”, „Wymarsz Gwardii Ludowej”, „Zbiór ziemniaków”, „Żniwa”. Otrzymuje II nagrodę na Ogólnopolskiej Wystawie Szkół Artystycznych.
Z powodu odmowy zameldowania (przez władze administracyjne) w Warszawie po ukończeniu Akademii znalazł się w Gostyniu.  W roku 1954 ożenił się z Ireną z d. Talarczak w Piaskach Wielkopolskich.  W roku 1957 zorganizował i prowadził przez  2 lata społeczne Ognisko Plastyczne w Gostyniu. Z powodu trudnych warunków materialnych w 1959 roku zajął się rzemiosłem dekoracyjnym. Od tego czasu łączył pracę zarobkową z twórczością malarską. Podejmuje prace zlecone w dziedzinie ilustracji książkowej, reklamy, malarstwa ściennego, w tym również mozaiki na ścianach. Wykonuje również imitacje drewna szlachetnego.
Po latach eksperymentowania wypracował własny styl malarstwa realistycznego. Od 1960 roku zamieszkał w Twardogórze, gdzie odbyły się plenery artystyczne w latach 1977-78. W roku 1966 wykonał malowidło na ścianie Szkoły Tysiąclecia  w Twardogórze oraz dużą mozaikę na frontonie Szkoły Podstawowej nr 2 w Sycowie. Wziął udział w plenerze w Obrovac w Jugosławii. Miał indywidualne wystawy malarskie w Twardogórze (1972, 1996), Gostyniu (1977, 1984, 1986, 1996), Jeleniej Górze (1978). W latach osiemdziesiątych podjął prace nad cyklem obrazów o tematyce związanej z folklorem biskupiańskim z okolic Krobi koło Gostynia. Współdziałał z nim znany popularyzator tego folkloru Jan z Domachowa Bzdęga. 22 obrazy Czesława Gały znajdują się w muzeum w Gostyniu oraz w muzeum im. Edmunda Bojanowskiego w Grabonogu. Wiele prac artysty znajduje się w zbiorach prywatnych. Od roku 1978 bierze udział w wystawach zbiorowych w Radomiu, Wrocławiu (1985), Warszawie, Wiedniu, Sofii i Zagrzebiu. Na przełomie lipca i sierpnia 1986 roku był inicjatorem i komisarzem Ogólnopolskiego Pleneru Malarskiego w Grabonogu koło Gostynia. Wystawa poplenerowa odbyła się w grudniu tego roku w Gostyniu w Domu Kultury "Hutnik". Artysta zmarł w oleśnickim szpitalu 11 września 1991 roku. Spoczął na cmentarzu w Twardogórze przy ulicy Wrocławskiej.
W 2015 roku w Muzeum Okręgowym w Lesznie miała miejsce wystawa pt. "Stroje ludowe Wielkopolski - strój biskupiański", na której zaprezentowano wybrane obrazy z dorobku Czesława Gały.
W styczniu 2020 roku w Muzeum Gostyńskim odbyła się premiera szóstego numeru Rocznika Gostyńskiego, w którym opublikowano artykuł o życiu i twórczości Czesława Gały.
3 czerwca 2022 roku odbył się wernisaż wystawy wybranych obrazów artysty w Centrum Kultury w Sycowie.
20 kwietnia 2023 roku odbył się wernisaż wystawy czasowej pt.: „Pomniki oporu. Sztuka wobec powstania w getcie warszawskim (1943-1956)" w Żydowskim Instytucie Historycznym w Warszawie trwającej do 1 października, na której pokazano obraz Czesława Gały pt.: "Sztab Powstania w Getcie". Reprodukcja tego obrazu została zamieszczona w katalogu wystawy. 

## Życie prywatne
Ożenił się z Ireną z domu Talarczak.
Henryk Gała był jego kuzynem.

## Twórczość
"Czesław Gała był realistą z wyboru. Od mistrzów z Akademii przejął szacunek do precyzyjnego, rzetelnego rysunku. Pewien wpływ pracowni Kowarskiego i Byliny zaznacza się również w kolorystyce Czesława Gały. Jest to koloryt wyciszony, oscylujący między brązami, szarością i wysmakowaną zielenią. W okresie późniejszym artysta zmierza do większej redukcji szczegółów malarskich, działa szeroką, zwartą plamą barwną, dynamizującą formę".
"Credo artystyczne: wierność konwencji realistycznej, poszukiwanie własnego języka plastycznego w oparciu o najlepsze wzory tradycji narodowej, wierność ziemi, z której wyrósł".

## Wykaz prac Czesława Gały oprac. Stefan Jankowiak
1.Biskupizna:
"Dudziarz Stanisław Jańczak z Rębowa", "Skrzypek i gawędziarz ludowy Józef Kabała ze Sułkowic", "Skrzypek Władysław Sworowski z Biskupizny", "Starsza para biskupiańska", "Dziewczyna w stroju biskupiańskim", "Śpiewaczka ludowa Maria Majchrzakowa ze Sułkowic z wnuczką Elżbietą", "Kapela biskupiańska", "Wiwat biskupiański w izbie weselnej", "Skrzypek Władysław Sworowski rodem z Potarzycy".
2. Portrety:
"Portret Ignacego Wałkiewicza z Krobi - powstańca wielkopolskiego 1918/1919", "Portret Maksymiliana Kolińskiego z Gostynia - powstańca wielkopolskiego 1918/1919", "Portret J. Piotrowiaka z Ponieca - powstańca wielkopolskiego 1918/1919", "Jana z Domachowa Bzdęgi portret alegoryczny", "Portret żony Ireny", "Autoportret", "Portret synowej Grażyny", "Portret dziadka Józefa Gały z Zalesia", "Portret cioci Aleksandry Gałowej z Zalesia", "Portret kuzynki Anny Gała z Zalesia", "Japonka", "Afrykanka", "Portret plastyczki Teresy z Wrocławia", "Portret plastyczki E.H. z Wrocławia", "Portret nauczyciela Jana Sozańskiego", "Portret kolegi Edwarda Krzyżyńskiego", "Portret Marioli",  "Młoda dziewczyna", "Studium głowy wieśniaczki z Zalesia", "Pijący piwo", "Portret Edwarda Krzyżyńskiego", "Portret harcmistrza Feliksa Latosińskiego", "Portret Edmunda Bojanowskiego", "Portret papieża Jana Pawła II", "Portret ks. L. Scrossopiego", "Portret kardynała Johna H. Newmana".
3. Chłopi:
"Przy kopaniu ziemniaków", "Wykopki ziemniaków", "Żniwa w Zalesiu", "Wykopki w Zalesiu", "Mendle zboża", "Łany zboża", "Przed żniwami", "Sterty słomy", "Sianokosy", "Woły", "Woły ciągnące wóz".
4. Architektura i zabytki wielkopolski:
"Bazylika księży filipinów na Świętej Górze pod Gostyniem", "Klasztor filipinów na Głogówku k. Gostynia - widok ogólny", "Klasztor filipinów na Głogówku pod Gostyniem", "Fara w Gostyniu", "Panorama Gostynia", "Widok ogólny Gostynia", "Kościół św. Ducha w Gostyniu", "Gostyń - widok na kościół farny z Góry Zamkowej",  "Dawna siedziba Kasyna Gostyńskiego (wg akwareli z 1851 roku), "Kościół św. Wawrzyńca nad jeziorem w Dolsku", "Kościółek św. Idziego w Krobi", "Szpital ojców Bonifratów w Marysinie", "Zabytkowy kościół drewniany w Domachowie", "Kościół na Zdzieżu w Borku", "Kościół farny w Pępowie", "Pałac w Rokosowie", "Kamieniołomy w Strzelinie".
5. Architektura i pejzaż dolnośląski:
"Widok Twardogóry", "Park w Goszczu", "Widok z Goszcza", "Pałac w Goli", "katedra wrocławska", "Ostrów Tumski we Wrocławiu", "Staw milicki po sezonie", "Stawy milickie", "Baszta w Oleśnicy", "Impresja z Barda Śląskiego".
6. Malarstwo historyczne:
"W Bunkrze" (Bojownicy Getta Warszawskiego), "Pietà Powstańcza" (gwasz), "Wymarsz Gwardii Ludowej", "Portret Mariana Buczka", "Narada krakowska", "Idylla", "Alegoria Ojczyzny" (powiększona replika rys. ołówkiem Wacława Boratyńskiego z 1937 roku), "Egzekucja na rynku w Gostyniu 21 x 1939 roku - impresja".
7. Malarstwo przyrody:
"Droga z brzozami", "Brzozowy las", "Pejzaż - droga z wierzbami", "Impresja znad morza", "Krowy", "Słoneczniki", "Jezioro Śniardwy", "Jeziora mazurskie", "Bzy", "Słoneczniki", "Dąb w Twardogórze zimą", "Dęby", "Stare dęby", "Stary dąb", "Pejzaż alpejski", "Alpy austriackie", "Pejzaż z Mazur", "Tatry - widok na Giewont", "Tatry zimą - widok na Giewont", "Pejzaż morski z Kołobrzegu", "Kwitnący sad", "Zachód słońca", "Zachód słońca nad wodą",  "Umierające drzewa", "Góry - widok z okolic Makowa Podhalańskiego", "Konie w galopie".
8. Malarstwo eksperymentalne:
"Autoportret" (witrażowy), "Kociak - portret", "Jabłonka" (abstrakcja), "Obraz abstrakcyjny".
9. Jugosławia:
"Cyprysy", "Dom z kamienia" , "Marino" , "Rabac", "Brzeg Adriatyku".
10. Inne:
"Eurydyki tańczące", "Martwa natura z trąbką i wagą", "Ukrzyżowany", "Jezus miłosierny", "Ostatnia wieczerza - impresja", "Kobiety w kąpieli", "Pejzaż z chatą wiejską", "żołnierz - strażak", "Zima", "Czorsztyn", "Błotnista droga", "Zakręt", "Stary kościółek", "wiejska zagroda", "Drewniany dom", "Żagle", "Pejzaż wiejski", "Pejzaż wiejski we mgle", "Pejzaż z Austrii", "Droga", "Tenisiści", "Dziewczyna z piłką", "Przysięga w obozie sieleckim nad Oką".
11. Wiele obrazów z różnych powodów nie zostało zinwentaryzowanych.